# تتراهیدروکانابینول
تتراهیدروکانابینول (به انگلیسی: Tetrahydrocannabinol) که با نام‌های تی‌اچ‌سی، دلتا۹-تی‌اچ‌سی و دلتا۹-تتراهیدروکانابینول نیز شناخته می‌شود، یکی از گونه‌های کانابینوئیدها و مادهٔ محرک عصبی اصلی موجود در شاه‌دانه است.
این ماده سیستم عصبی مرکزی بدن را تحت تأثیر قرار داده و باعث سستی و افزایش حساسیت حواس می‌شود. تأثیرات فیزیولوژیک تی‌اچ‌سی شامل افزایش سرعت ضربان، خشکی دهان، افزایش اشتها، تعریق بیشتر بدن و کاهش فشار خون است.این ماده در مسکالین دونا آنا و انواع کانابیس‌ها وجود دارد و در صورت مصرف مداوم دارای اثرات اعتیاد فکری و نه فیزیکی برای مصرف‌کننده است.
این ماده مانند دیگر مواد اعتیاد آور اثرات بدنی درد عضلانی سردرد رعشه و تیرگی و کبودی پای چشم‌ها را به دنبال ندارد و تنها عوارضی مانند گیجی مستی ودیدن هاله‌های نور و خیالات دیوانه وار ایجاد می‌کند که نمونه‌هایی از آن خنده زیاد ترس شدید غم شدید یا دیگر حالات روانی از این قبیل دارد که بدون دلیل قبلی و ناخود آگاه در مدتی که ماده در بدن است ایجاد می‌شود و این حالت‌ها آنقدر شدید است که ممکن است فرد مثلاً از شدت غم دست به خودکشی یا گریه بزند.
از عوارض مصرف طولانی مدت مواد حاوی این ترکیب می‌توان به قرمزی یا قهوه ای رنگ شدن قسمت سفید چشم برای طولانی مدت و خشکی رنج دهنده دهان و سرفه‌های مکرر و اعتیادروانی و گودی زیر چشم ها را میتوان نام برد

منظور از اعتیاد روانی نیاز به مصرف دوباره و دوباره و به نحوی اجبار به استعمال است که فرد را ترغیب می‌کند که دوباره طرف این استعمال برود به شکلی که درصورت استعمال نکردن حس می‌کند چیزی کم دارد یا چیزی از را گم کرده و نگران و غمگین است اما مثل تریاک و هروئین آثار بدن درد ندارد و در بین دیگر مواد اعتیاد اور کمترین فیزیکال هارم یا تأثیر بدنی را داراست که در حدود یک از سه می‌باشد.
البته این ماده تماماً ضرر نیست و طی تجربیات بدست آمده خواصی هم دارد که از امثال آن می‌توان افزایش سطح تستسترون در مردان را اشاره کرد که اثراتی مانند افزایش اسپرم سازی در واحد حجم و افزایش پوشش مو در اکثر نقاط بدن را به دنبال خواهد داشت.
همان‌طور که گفته شد سوشیال هارم این ماده بیشترین ضرر آن و حدود دو و نیم از سه واحد است.